# Диоскурид (философ)
Вижте пояснителната страница за други личности с името Диоскурид.
Диоскурид (на старогръцки: Διοσκουρίδης, Dioscurides, Dioskourides) е древногръцки стоически философ в Мала Азия през 3 век пр.н.е. от епохата на Старата стоа. Той е баща на философа Зенон от Тарс (fl.: 200 пр.н.е.).
Споменат е в Свидас („Суда“), византийската гръцка историческа енциклопедия от 10 век.
Той е близък на Хризип.